# 2,4-Dinitrofenol

2,4-Dinitrofenol

2,4-Dinitrofenol eller DNP är en substans som i kroppen agerar som frikopplare av elektrontransportkedjan. Detta innebär att den stör protongradienten över mitokondriernas inre membran, vilket gör att de inte kan bilda ATP. Energin som frigörs i elektrontransportkedjan går istället åt till att generera värme. På så vis fungerar enzymet som en artificiell version av kroppens enzym termogenin, som finns i brun fettväv.
I början av 1900-talet lanserades ämnet som ett bantningsmedel, men efter ett antal dödsfall orsakade av den extrema temperaturökningen man upplever drogs det tillbaka från marknaden.